# 51-es busz (Tatabánya)
A tatabányai 51-es jelzésű autóbusz a Szent István úti forduló és a Henkel Kft., illetve Bridgestone között közlekedik. A vonalat a T-Busz Tatabányai Közlekedési Kft. üzemelteti.

## Története
A buszvonalat 2018. január 1-jén indította el Tatabánya új közlekedési társasága, a T-Busz Kft.

## Útvonala
| Henkel Kft. / Bridgestone felé | Szent István úti forduló felé |
| --- | --- |
| Szent István úti forduló – Szent István utca – Baross Gábor út – dr. Mohi Rezső út – Semmelweis utca – Szent Borbála út – Károlyi Mihály utca – Árpád utca – Kossuth Lajos utca – Dankó Pista utca – Búzavirág utca – Orgonás út – Üveggyár utca – Henkel Kft. (– Kőhíd utca – Bridgestone) | (Bridgestone – Kőhíd utca –) Henkel Kft. – Üveggyár utca – Orgonás út – Búzavirág utca – Dankó Pista utca – Kossuth Lajos utca – Árpád utca – Károlyi Mihály utca – Szent Borbála út – Semmelweis utca – dr. Mohi Rezső út – Baross Gábor út – Szent István utca – Szent István úti forduló |

## Megállóhelyei
| 0                                                  | 0  | Szent István úti forduló végállomás | 34 | 36 | 1, 1G, 5, 5P, 9, 9D, 51B |
| 1                                                  | 1  | Szikla utca                         | 33 | 35 | 1, 1G, 5, 5P, 9, 9D, 51B 8432, 8435, 8436, 8437                                                                                      |
| 2                                                  | 2  | Templom utca                        | 32 | 34 | 1, 1G, 5, 5P, 9, 9D, 51B |
| 3                                                  | 3  | Szolgáltató ház                     | 31 | 33 | 1, 1G, 5, 5P, 9, 9D, 51B 8432, 8435, 8436, 8437                                                                                      |
| 4                                                  | 4  | Szabadság tér                       | 30 | 32 | 1, 1G, 5, 5P, 51B |
| 5                                                  | 5  | Baross köz                          | 29 | 31 | 1, 1G, 5, 5P, 51B 8432, 8435, 8436, 8437                                                                                             |
| 6                                                  | 6  | Csarnok utca                        | 28 | 30 | 1, 1G, 51B |
| 7                                                  | 7  | Baross Gábor utca                   | 27 | 29 | 1, 1G, 51B |
| 8                                                  | 8  | Bányász körtér                      | 26 | 28 | 1, 3, 3A, 3G, 3L, 4, 4E, 6, 8, 8L, 8S, 11, 16, 18, 36, 38, 38G, 51B, 53B 8432, 8435, 8436                                            |
| 9                                                  | 9  | Újtemető                            | 25 | 27 | 1, 1G, 3, 3A, 3G, 3L, 4, 4E, 6, 8, 8L, 8S, 11, 16, 18, 38, 38G, 51B, 53B                                                             |
| 10                                                 | 10 | Gőzfürdő                            | 24 | 26 | 1, 1G, 3, 3A, 3G, 3L, 4, 4E, 6, 8, 8L, 8S, 11, 16, 18, 38, 38G, 51B, 53B 8435, 8436                                                  |
| 11                                                 | 11 | Sportpálya                          | 23 | 25 | 1, 1G, 4, 4E, 5, 5P, 6, 10, 11, 16, 51B, 59B 822, 824, 8406, 8410, 8423, 8432, 8435, 8436, 8437, 8443, 8460, 8472                    |
| 13                                                 | 13 | Szent Borbála út                    | 21 | 23 | 1, 1G, 4, 4E, 5, 5P, 6, 10, 11, 16, 51B, 59B 822, 824, 8406, 8410, 8423, 8432, 8435, 8436, 8437, 8443, 8460, 8472                    |
| 15                                                 | 15 | Eötvös utca                         | 19 | 21 | 1, 1G, 4, 4E, 11, 51B, 52, 52I |
| 16                                                 | 16 | Vágóhíd utca                        | 18 | 20 | 1, 1G, 4, 4E, 11, 51B, 52, 52I |
| 17                                                 | 17 | Árpád köz                           | 17 | 19 | 1, 1G, 4, 4E, 11, 51B, 52, 52I |
| 18                                                 | 18 | Kossuth Lajos utca                  | 16 | 18 | 1, 1G, 4, 4E, 6, 11, 16, 26, 26R, 51B, 52, 52I                                                                                       |
| 19                                                 | 19 | Puskin Művelődési Ház               | 15 | 17 | 4, 4E 8460 |
| 20                                                 | 20 | Kertvárosi elágazás                 | 14 | 16 | 2, 4, 4E, 9, 9D, 50, 57, 59I 770, 823, 8402, 8403, 8441, 8442, 8443, 8460, 8462, 8463, 8464, 8465, 8466, 8467 1702, 1841, 1845, 1851 |
| 22                                                 | 22 | Tejüzem                             | 12 | 14 | 4, 4E, 9, 9D, 50, 57, 59I |
| 24                                                 | 24 | Búzavirág út                        | 10 | 12 | 4, 4E, 9, 9D, 50, 51B, 53, 55, 57, 59, 59I 8402, 8403                                                                                |
| 25                                                 | 25 | OTTO Fuchs                          | 9  | 11 | 50, 51B, 52I, 53, 53B, 53I, 54, 55, 57, 59, 59B, 59I 8402, 8403                                                                      |
| 27                                                 | 27 | Coloplast                           | 6  | 8  | 50, 51B, 52I, 53, 53B, 53I, 54, 55, 57, 59, 59B, 59I 8402, 8403                                                                      |
| 29                                                 | 29 | Lotte - Samsung                     | 4  | 6  | 50, 51B, 52I, 53, 53B, 53I, 54, 55, 57, 59, 59B, 59I 8402, 8403                                                                      |
| 31                                                 | 31 | AGC Üveggyár                        | 3  | 5  | 50, 51B, 52I, 53, 53B, 53I, 54, 55, 57, 59, 59B, 59I 8402, 8403                                                                      |
| 33                                                 | 33 | BD Hungary                          | 1  | 3  | 50, 51B, 52I, 53, 53B, 53I, 54, 55, 57, 59, 59B, 59I 8402, 8403                                                                      |
| 34                                                 | 34 | Henkel Kft. végállomás              | 0  | 2  | 50, 51B, 52I, 53, 53B, 53I, 54, 55, 57, 59, 59B, 59I 8402, 8403                                                                      |
| A Bridgestone megállót csak napi 1-1 járat érinti. |    |                                     |    |    | |
| ∫                                                  | 36 | Bridgestone végállomás              | ∫  | 0  | 50, 51B, 52I, 53B, 53I, 54, 55, 57, 59B, 59I                                                                                         |